# Winter Story (FLOWの曲)
「Winter Story」（ウィンター・ストーリー）は、日本のバンド、FLOWの楽曲で、3枚目の配信限定シングル。2022年12月21日配信開始。

## 収録曲
1. Winter Story［3:39］
作詞：KOHSHI ASAKAWA　作曲：TAKESHI ASAKAWA　編曲：FLOW
  - NACK5冬のステーションキャンペーン『Winter Aloha 2023』キャンペーンソング。[1]

## 収録アルバム
オリジナル
- 『Voy☆☆☆』